# 오코노미야키

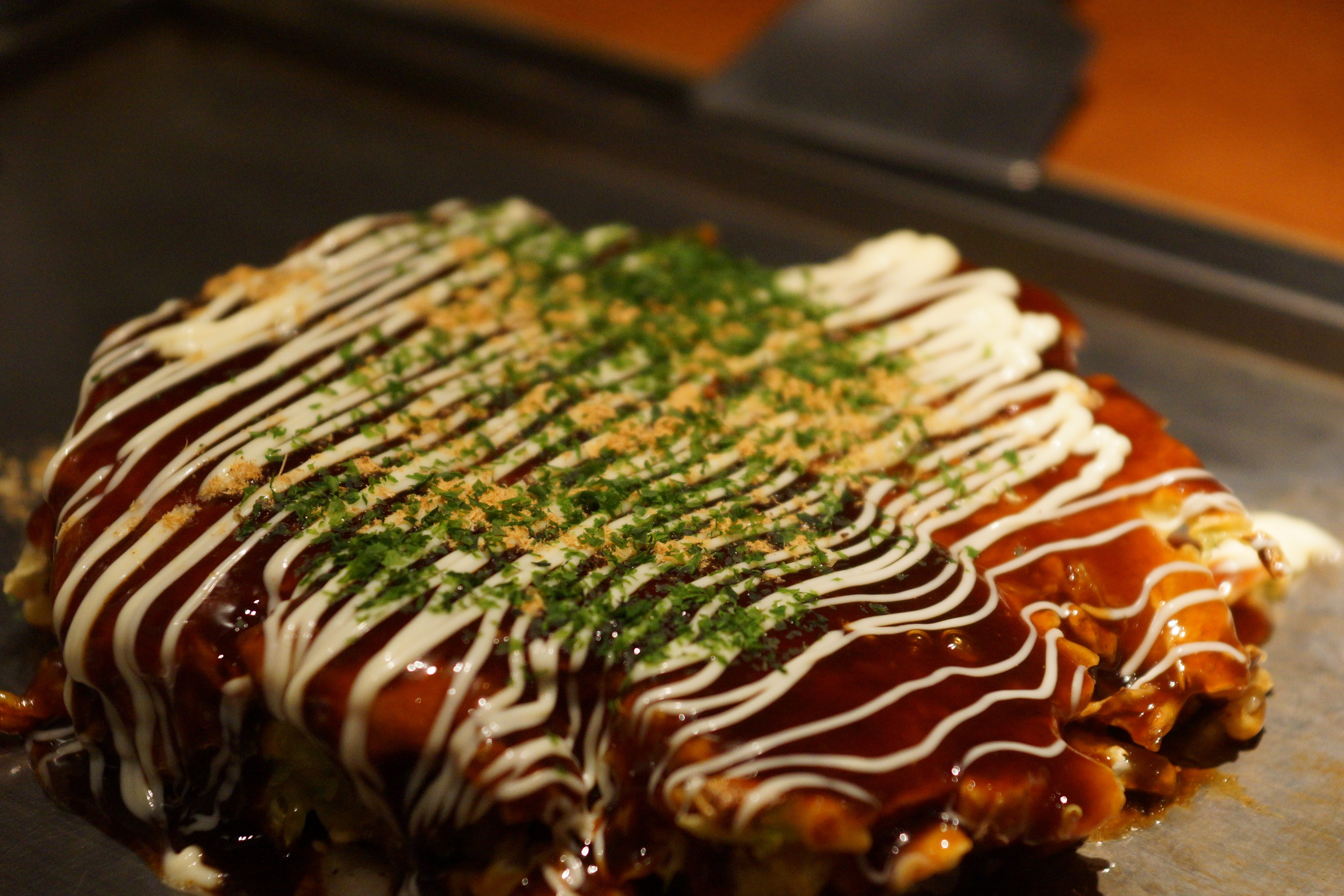
오코노미야키

오코노미야키(일본어: お好み焼き)는 밀가루 반죽과 여러 재료를 섞거나 토핑으로 올려 철판에서 구워 만드는 짭짤한 부침개 형태의 일본식 철판요리이다. 일반적으로 양배추, 고기, 해산물 등을 넣으며, 우스터셔 소스로 만든 오코노미야키 소스, 아오노리(파래 가루), 가쓰오부시, 일본식 마요네즈, 생강초절임 등을 토핑으로 올린다.
오코노미야키는 주로 일본 히로시마나 간사이 지방의 두 가지 독특한 조리법으로 구분되지만, 전국적으로 널리 퍼져 있으며 지역에 따라 토핑과 반죽 재료가 다양하다. 이름은 '좋아하는 대로' 또는 '원하는 대로'라는 뜻의 '오코노미'(일본어: お好み)와 '굽다'라는 뜻의 '야키'(일본어: 焼き)에서 유래했다. 간사이 방언으로 '코나몬'이라고도 하는 '코나모노', 즉 밀가루를 주재료로 하는 일본 요리의 한 예이다.
줄여서 '오코노미'라고도 부르는데, 여기서 '오'는 경어 접두사이고 '코노미'는 '좋아하는 것'을 의미한다.
도쿄에서 인기 있는 국물이 많은 형태의 오코노미야키는 몬자야키(또는 '몬자 야키')라고 하며 줄여서 '몬자'라고도 한다. 일본 외에도 마닐라, 타이베이, 방콕, 자카르타의 길거리 음식 상인들이 판매하고 있다.

## 역사
얇은 전병 형태의 화과자인 '후노야키'(麩の焼き)가 오코노미야키의 초기 형태였을 것으로 추정된다. 후노야키라는 단어는 다도의 대가 센노 리큐의 기록에서 볼 수 있듯이 16세기까지 거슬러 올라가며, 정확한 재료는 알 수 없으나 밀 글루텐인 '후'가 포함되었을 것으로 보인다. 에도 시대 후기(1603년~1867년)에 이르러 후노야키는 조리 용기에 구운 얇은 전병에 미소를 한쪽 면에 바른 과자를 지칭했다. 이 과자는 교토와 오사카에서 '긴쓰바'(銀つば)라고도 불리는 '긴쓰바'(金つば)와 '타이코야키'(이마가와야키라고도 함)의 조상이며, 이 두 과자는 모두 '네리안'(練り餡)이라는 단팥소를 사용한다.
메이지 시대(1868년~1912년)에는 이와 관련된 과자인 '몬지야키'(文字焼き)가 다가시야(駄菓子屋, 값싼 과자를 파는 가게)에서 어린이들 사이에 인기를 끌었다. 몬지야키는 철판에 밀가루 반죽으로 문자(몬지)나 그림을 그리고 원하는 재료를 넣어 만든 것이다. 이 과자는 또한 상인들이 손님을 끌기 위해 북을 두드리는 소리를 흉내 낸 의성어에서 유래한 '돈돈야키'(どんどん焼き)라고도 불렸다.
"오코노미야키"라는 단어가 처음 등장한 것은 1930년대 오사카의 한 가게에서였다. 1923년 간토 대지진으로 주방 시설이 부족했을 때 이러한 전병을 만들어 먹는 것이 하나의 여가가 되었고, 제2차 세계 대전 이후 쌀이 부족했을 때는 고기, 해산물, 채소 등 짭짤한 토핑을 얹은 오코노미야키가 모든 연령층이 즐기는 저렴하고 포만감 있는 요리로 자리 잡았다. 이러한 "오코노미야키 붐"으로 가정용 조리 기구와 재료가 상업적으로 판매되기 시작했다. 몬지야키 역시 물을 더 많이 넣어 반죽이 더 묽고 다른 식감으로 조리되는 현대의 몬자야키(モンジャ焼き)로 발전했다.
다이쇼 시대(1912년~1926년)에 발달한 교토의 '잇센 요쇼쿠'(저렴한 서양식 요리)는 우스터셔 소스와 다진 파를 곁들인 부침개 형태로, 현대의 짭짤한 오코노미야키의 초기 형태였을 것으로 보인다.

## 지역별 특징

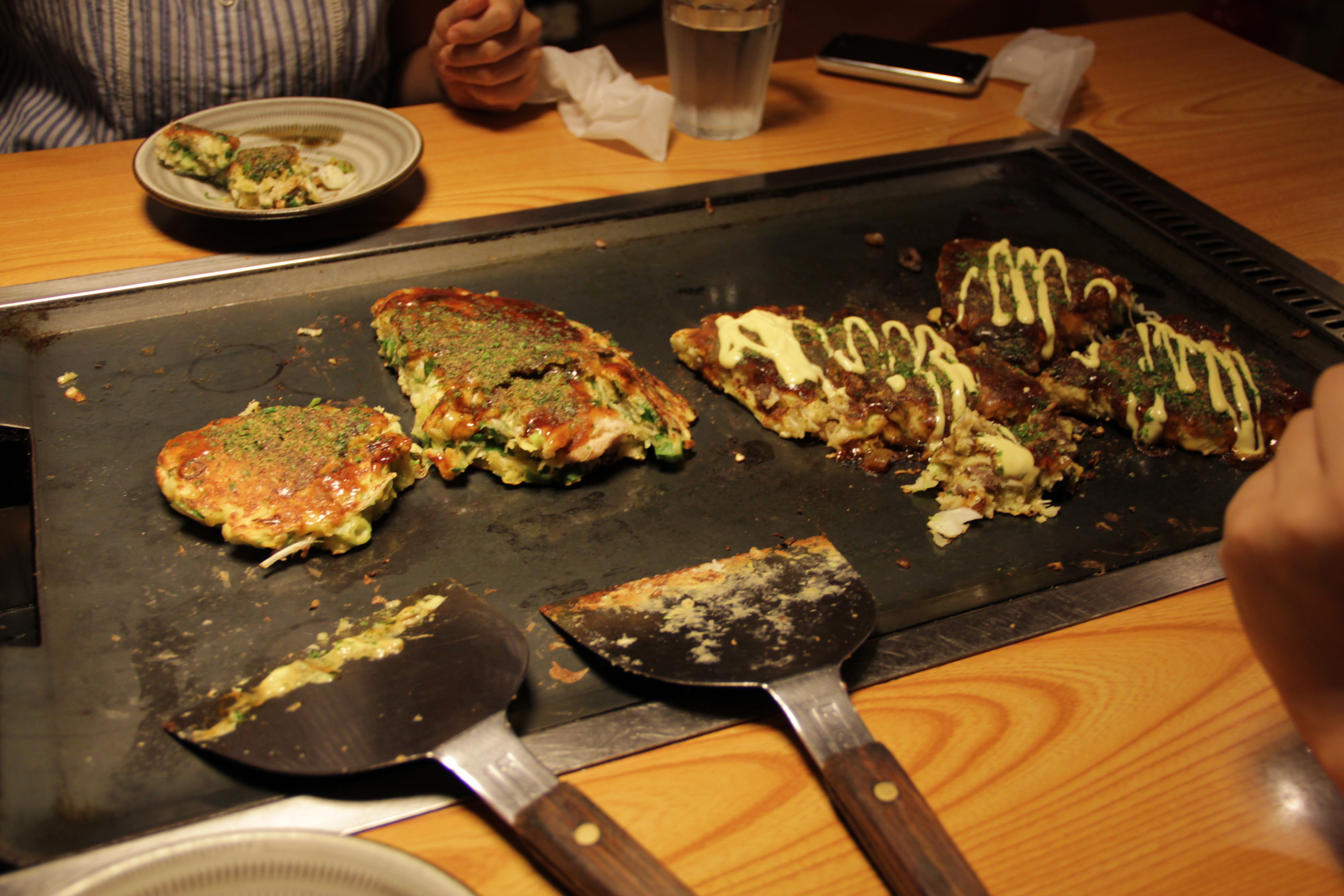
간사이 오코노미야키

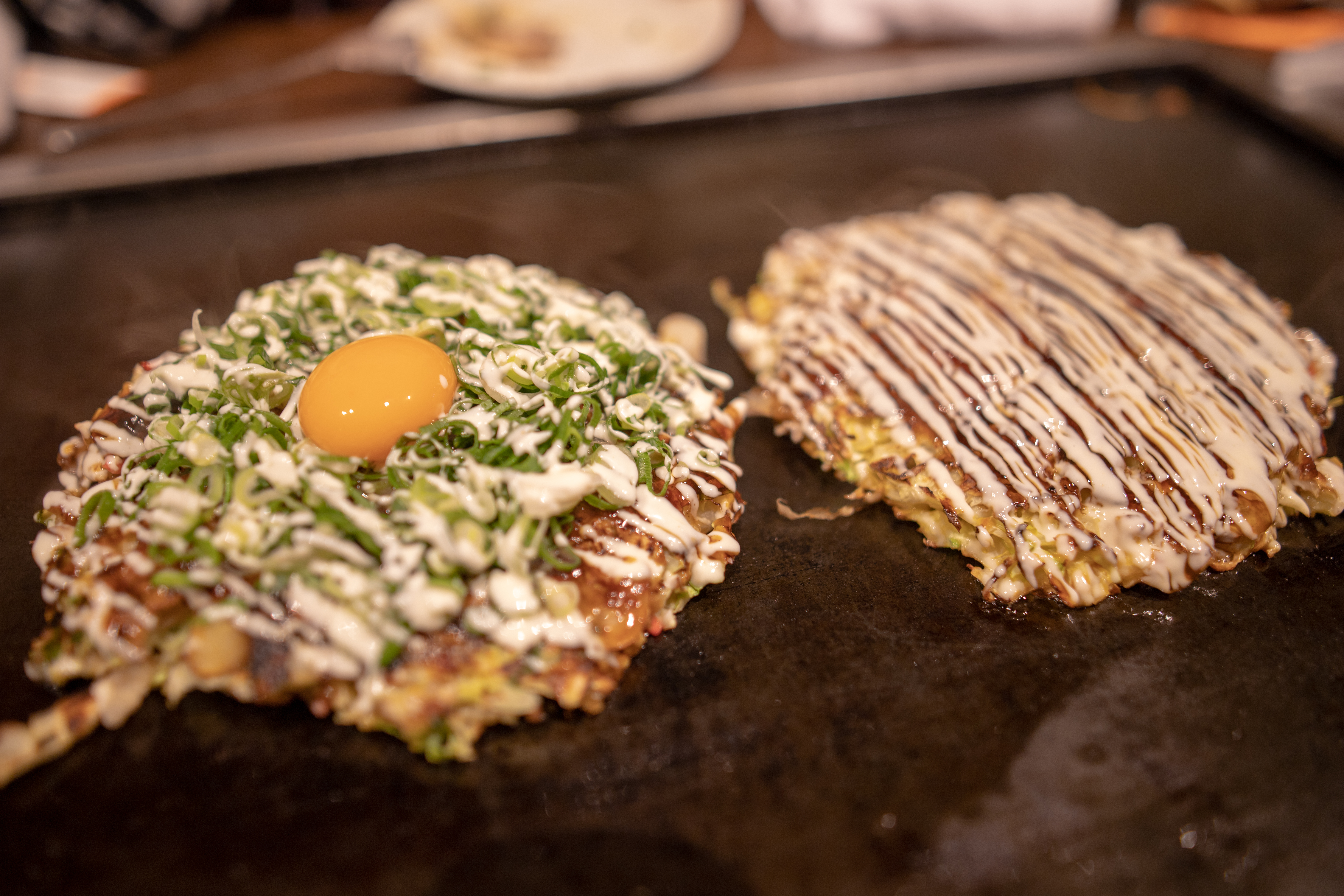
간사이 오코노미야키

오코노미야키는 간사이 및 오사카식과 히로시마식이라는 두 가지 주요 변형이 있는 것으로 알려져 있다. 또 다른 종류로는 오키나와에서 만드는 얇고 단순한 형태의 '히라야치'가 있다.

### 간사이 지역
간사이 또는 오사카식 오코노미야키는 일본 전역에서 볼 수 있는 가장 보편적인 형태이다. 반죽은 밀가루, 갈은 나가이모(긴 모양의 마), 다시 또는 물, 달걀, 채 썬 양배추로 만들며, 대개 파, 고기(주로 얇게 썬 삼겹살이나 미국식 베이컨), 문어, 오징어, 새우, 채소, 곤약, 모찌, 치즈 등의 재료가 들어간다.
때로는 오믈렛이나 팬케이크에 비유되며 "일본식 피자" 또는 "오사카의 소울 푸드"라고도 불린다. 미리 준비해 둘 수 있어 손님들이 재료를 섞은 후 철판이나 특별한 핫플레이트에서 직접 구울 수 있다. 또한 요리사가 손님 앞에서 직접 조리하는 다이너 스타일의 카운터를 갖춘 곳도 있다.
오코노미야키는 부침개나 팬케이크처럼 조리하는데, 반죽과 다른 재료들을 철판에서 금속 주걱으로 양면을 구운 뒤 이 주걱으로 다 익은 요리를 자른다. 다 익은 오코노미야키 위에는 오코노미야키 소스(우스터셔 소스로 만든 것), 아오노리(파래 가루), 가쓰오부시, 일본식 마요네즈, 베니쇼가(생강초절임) 등을 올린다.
튀긴 면(야키소바나 우동)을 한 층 깔아서 내는 요리는 '모단야키'(モダン焼き)라고 하는데, 이 이름은 영어 '모던'(modern)에서 유래했거나 '많이' 또는 '높이 쌓았다'는 뜻의 '모리 다쿠산'(盛りだくさん)의 축약어로, 면과 오코노미야키를 같이 넣어 양이 많다는 것을 의미한다. '네기야키'(ねぎ焼き)는 파를 많이 넣어 만드는 더 얇은 형태의 오코노미야키로, 한국의 파전이나 중국의 충유빙과 비슷하다.
오사카 기시와다에서는 돼지고기 대신 닭고기와 기름을 사용하는 '가시민야키'라는 변형이 있다. 하마마쓰에서는 단무지를 오코노미야키에 섞어 넣으며, 도쿠시마현에서는 달게 조린 긴토키마메(강낭콩)를 오코노미야키에 섞어 넣는다.

### 히로시마 지역

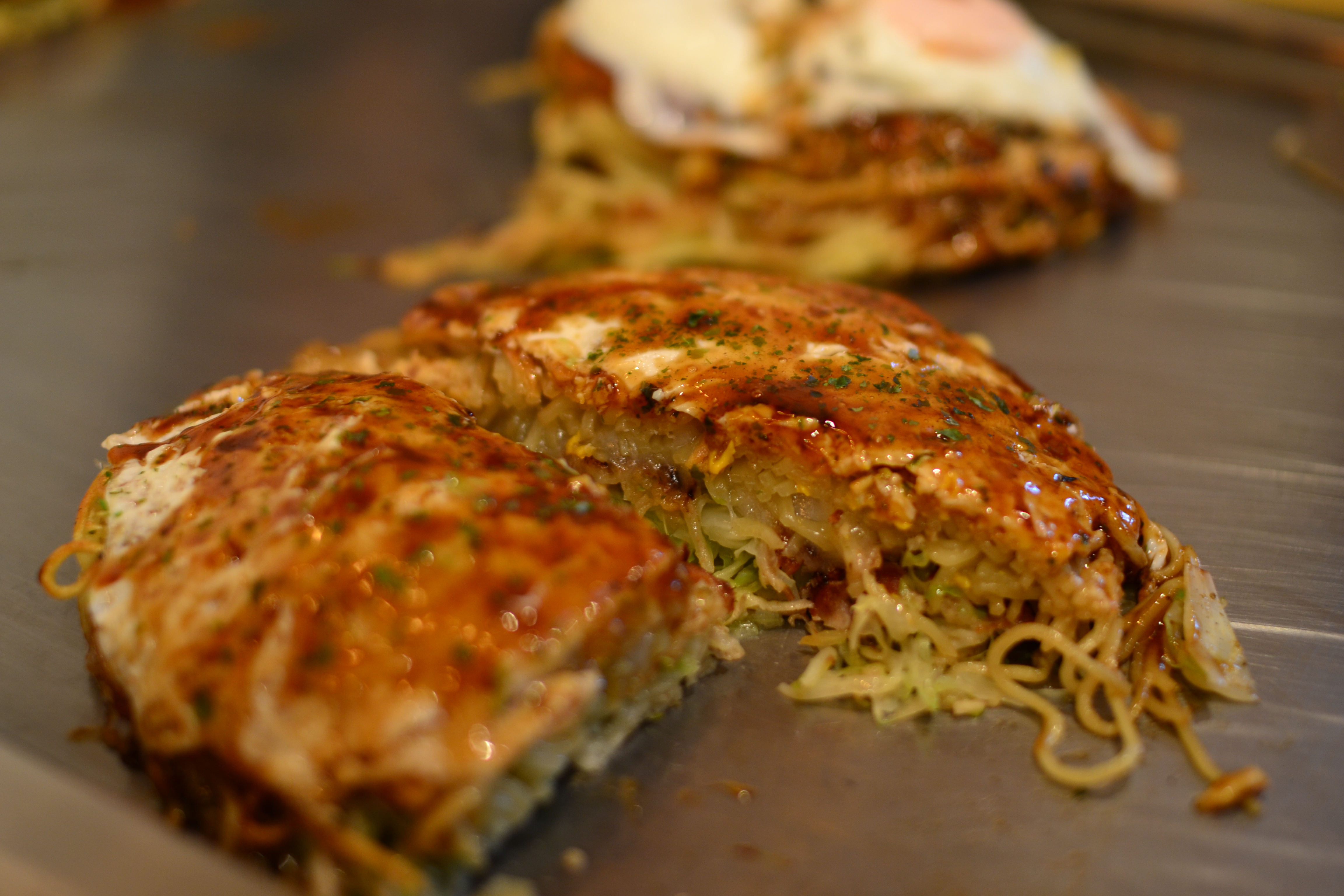
히로시마식 오코노미야키

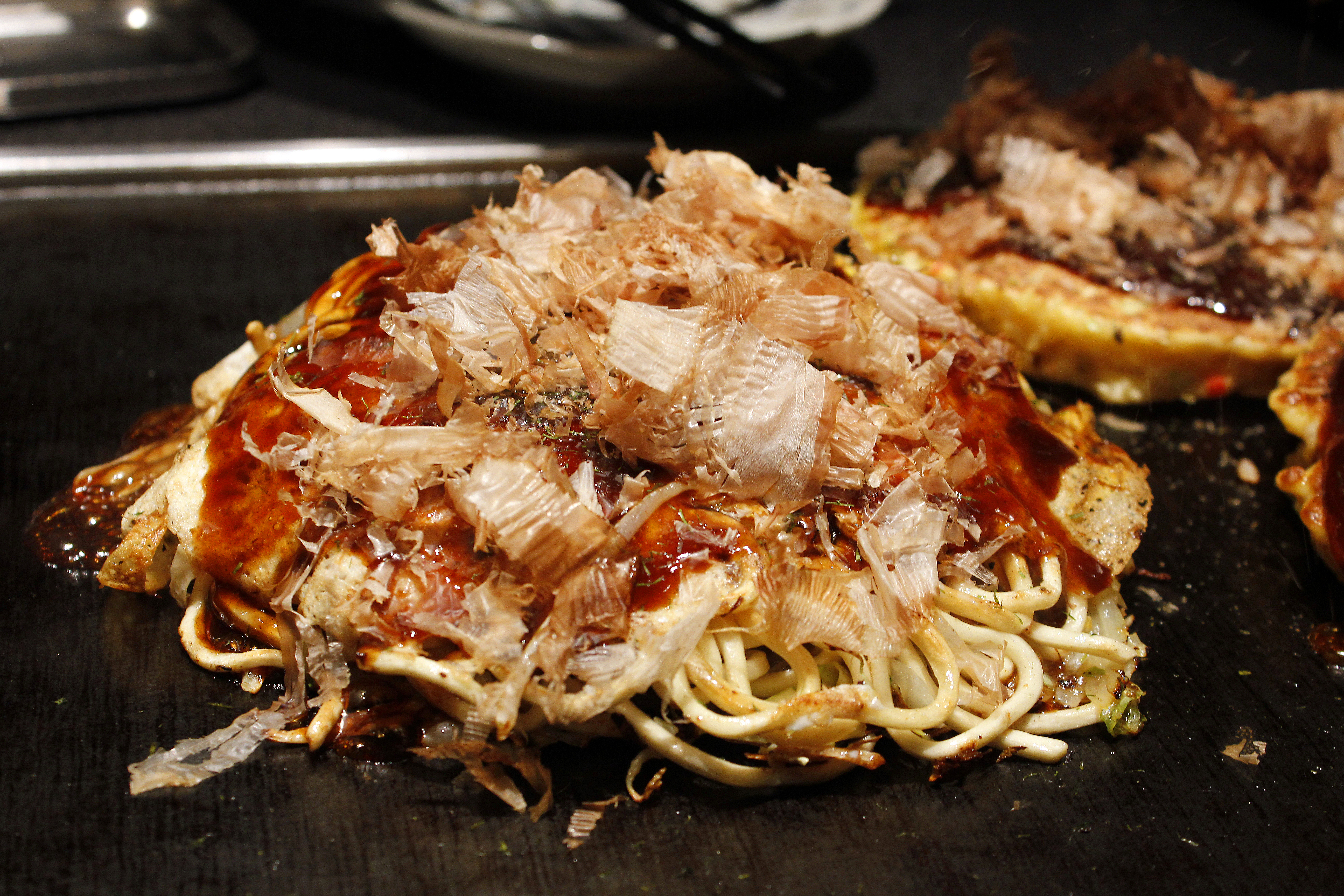
히로시마식 오코노미야키

히로시마시에는 2,000개가 넘는 오코노미야키 식당이 있으며, 이 현은 일본의 어느 지역보다도 인구 대비 오코노미야키 식당이 많다. 제2차 세계 대전 이전 히로시마에서는 파와 가다랑어포 또는 새우를 올린 얇은 전병인 '잇센 요쇼쿠'(一銭洋食, 한 닢의 동전으로 살 수 있는 서양식 음식이라는 뜻)가 인기를 끌었다. 1945년 8월 원자폭탄 투하 이후, 잇센 요쇼쿠는 생존자들이 먹을 수 있는 저렴한 음식이 되었다. 원래의 재료를 구하기가 늘 쉽지는 않았기 때문에, 많은 길거리 상인과 가게들은 구할 수 있는 재료로 "좋아하는 대로 구워 먹는" 음식(오코노미야키お好み焼き)을 만들기 시작했다.

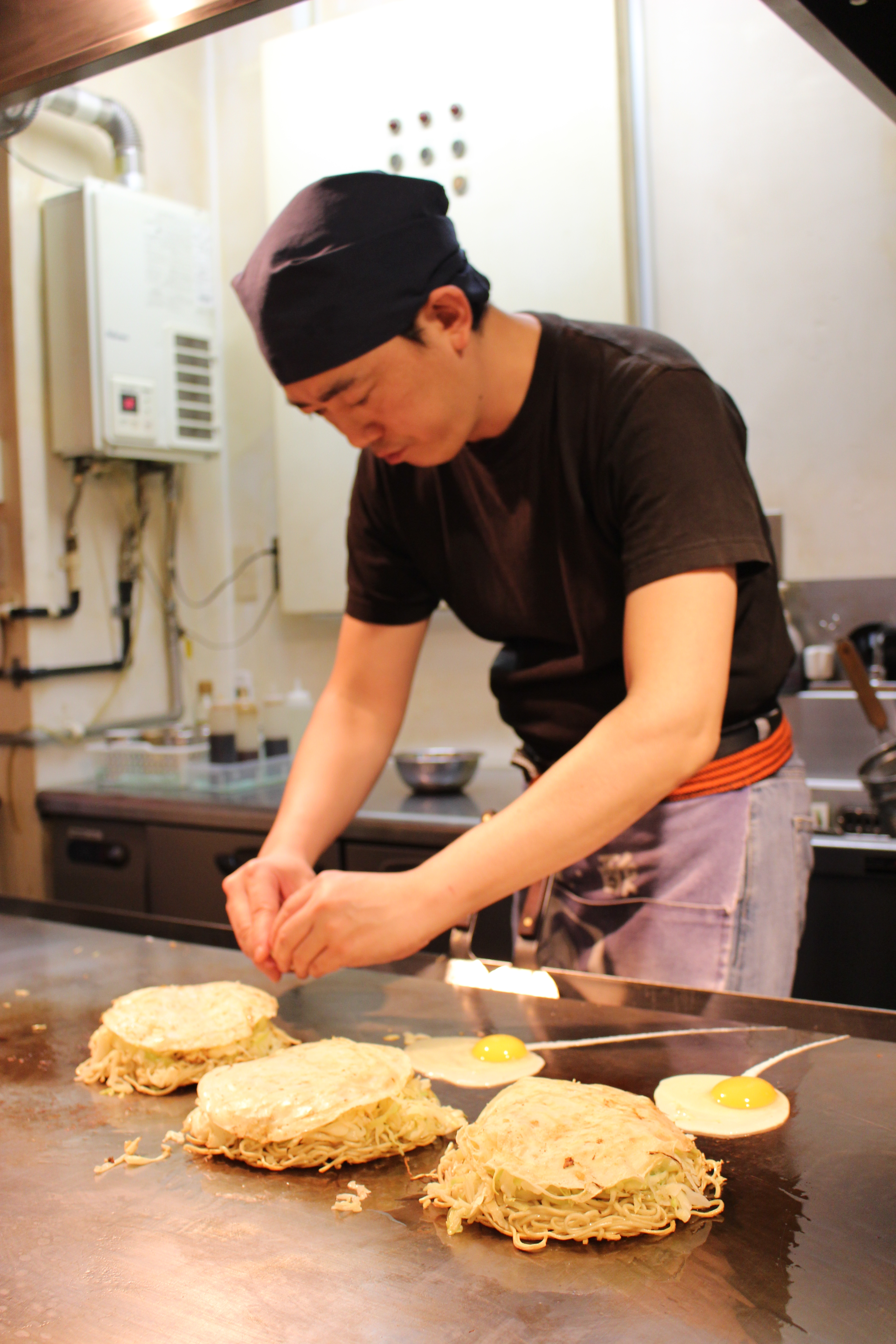
히로시마의 한 식당에서 오코노미야키를 준비하는 요리사

히로시마식은 재료를 섞지 않고 층층이 쌓는 것이 특징이다. 일반적으로 반죽, 양배추, 돼지고기, 야키소바 순으로 층을 쌓는다. 요리사와 손님의 취향에 따라 오징어, 문어, 말린 가다랑어포와 같은 해산물, 노리 가루나 분말, 숙주나물, 달걀, 닭고기, 치즈 등을 선택적으로 넣을 수 있다. 면(야키소바, 우동)도 토핑으로 사용하며 계란프라이와 듬뿍 넣은 오코노미야키 소스를 곁들인다.
사용하는 양배추의 양은 보통 오사카식의 3~4배 정도이다. 처음에는 매우 높이 쌓았다가 양배추가 익으면서 눌러준다. 층을 쌓는 순서는 요리사의 스타일과 선호도에 따라 약간 다를 수 있으며, 재료는 손님의 취향에 따라 달라진다. 이러한 스타일을 '히로시마야키' 또는 '히로시마오코노미'라고도 한다.
히로시마 지역과 그 주변에는 여러 가지 변형이 있다. 히로시마 후추에서는 삼겹살 대신 다진 고기를 사용하는 '후추야키'(府中焼き)가 있다. 오카야마 히나세에서는 굴을 섞어 넣은 '가키오코'를 만든다. 인노시마섬에서는 '인노시마 오코노미야키'(因島お好み焼き, 줄여서 '인오코'いんおこ라고 함)라는 변형이 있는데, 우동, 가다랑어포, 우스터셔 소스, 익히지 않은 반죽으로 튀긴 채소가 들어간다. 인오코는 '오노미치야키'와 함께 시마나미 해도의 B급 미식으로 꼽힌다. 히로시마에는 할라피뇨, 토르티야 칩, 초리조 등 라틴아메리카 음식을 오코노미야키에 넣거나 사이드 메뉴로 주문할 수 있는 식당도 있다.
오코노미야키 소스의 가장 인기 있는 브랜드 중 하나인 오타후쿠는 히로시마에 본사를 두고 있으며, 이곳에는 오코노미야키 박물관과 요리 스튜디오가 있다. 히로시마 나카구에 있는 오코노미무라는 2004년 4월 조사에서 일본의 가족 단위 관광객이 가장 선호하는 음식 테마파크로 선정되었다.

### 오키나와
히라야치(오키나와어: ヒラヤーチー)는 부침개와 비슷한 얇고 매우 단순한 오키나와식 요리이다. 기본적으로 "부추를 넣은 오키나와식 짭짤한 전병"이며, "오키나와식 오코노미야키"라고도 불린다. 이름은 오키나와어로 "평평하게 굽다"라는 뜻이다.
주로 가정에서 조리하기 때문에 오키나와에는 오코노미야키 식당이 거의 없으며, 히라야치를 파는 식당도 없다. 재료는 달걀, 밀가루, 소금, 후추, 파로 구성되어 있으며, 팬에 기름을 약간 두르고 굽는다.

### 기타 지역
도쿄의 쓰키시마 지구는 오코노미야키와 몬자야키로 유명하며, 이 지역의 대로는 "몬자 거리"라고 불린다. 교토시의 일부 지역에서는 '베타야키'(べた焼き)라고 하는 옛날식 오코노미야키를 제공한다. 이 요리는 얇은 반죽, 채 썬 양배추, 고기를 층층이 쌓고 계란프라이와 면을 곁들여 만든다.
오코노미야키는 마닐라, 타이베이, 방콕, 자카르타 등의 도시에서 인기 있는 길거리 음식이다.

## 같이 보기
- 전과 부침개 – 한국의 요리
- 파넌쿡 - 네덜란드식 팬케이크
- 타코야끼 - 일본의 요리
- 무탑바끄 - 다양한 소를 채워넣는 팬케이크

## 서지
- Heibonsha (1964). 《世界百科事典 (Sekai hyakka jiten)》. (World Encyclopedia, in Japanese).
- Kumakura, Isao (熊倉功夫) (2007). 《Nihon ryori no rekishi (日本料理の歴史)》. Yoshikawa Kobunkan (吉川弘文館).